# Avedøre Skole
Avedøre Skole er en dansk folkeskole i Avedøre, Hvidovre ved Frydenhøjstien.
Skolen har 603 elever, og indeholder klassetrin fra 0. til 9. klasse.
Skolen blev opført i august 1956, og er Avedøres fjerde skole.